# Colpo di Stato spagnolo del luglio 1936

Situazione della Spagna nel luglio 1936: Zona marrone, controllata dagli insorti, Zona rosa, controllata dalle forze governative. I centri in rosso erano controllati dalle forze governative, quelli in blu dalle forze insorte

Il colpo di Stato spagnolo del luglio 1936 (in spagnolo Golpe de Estado de España de julio de 1936, detto Alzamiento o Alzamiento Nacional dagli insorti) fu un colpo di stato nazionalista e militare progettato per rovesciare la Seconda Repubblica Spagnola che fece precipitare la Spagna nella guerra civile; i nazionalisti combatterono contro i repubblicani per il controllo del governo. Il colpo di stato stesso venne organizzato per il 18 luglio 1936, sebbene fosse iniziato il giorno precedente nel Marocco spagnolo, e avrebbe portato ad una scissione del controllo militare e territoriale sulla Spagna, piuttosto che a un rapido trasferimento del potere. Anche se prolungata, la guerra che ne scaturì alla fine avrebbe portato uno dei suoi leader, Francisco Franco, ad instaurare un governo di stampo nazionalista e conservatore.
La rivolta doveva essere rapida, ma il governo mantenne il controllo della maggior parte del paese, comprese Malaga, Jaén e Almería. Cadice venne presa dai ribelli e il generale Queipo de Llano riuscì a mettere al sicuro Siviglia. A Madrid, i ribelli vennero accerchiati nella caserma de la Montaña, che cadde con molto spargimento di sangue. Il 19 luglio, il governo presieduto dal neo-primo ministro José Giral ordinò la distribuzione di armi ai sindacati, contribuì a sconfiggere i ribelli a Madrid, Barcellona e Valencia, portando gli anarchici a prendere controllo di gran parte dell'Aragona e della Catalogna. Il generale ribelle Goded si arrese a Barcellona e in seguito venne condannato a morte. I ribelli si erano assicurati il sostegno di circa la metà dell'esercito spagnolo, che ammontava a un gran numero di uomini in congedo prolungato, circa 66 000, così come i 30 000 dell'Armata d'Africa, che era la forza militare più professionale e capace della Spagna. Il governo mantenne meno della metà della fornitura di fucili, mitragliatrici pesanti e leggere e pezzi di artiglieria. Entrambe le parti avevano pochi carri armati e solo aerei obsoleti mentre la capacità navale era ragionevolmente uniforme. La defezione di molti ufficiali regolari indebolì le unità repubblicane di ogni tipo.

## Storia

### Antefatti
Dopo le elezioni del novembre 1933, la Spagna entrò in un periodo chiamato "biennio nero" (in spagnolo bienio negro). Sia i carlisti che gli alfonsisti continuarono a prepararsi, ricevendo l'appoggio di Benito Mussolini.
José-María Gil Robles, leader della CEDA, lottava per controllare l'ala giovanile del suo partito, che replicava politicamente i movimenti giovanili tedeschi e italiani. I monarchici, tuttavia, rivolsero la loro attenzione alla Falange Española fascista, guidata da José Antonio Primo de Rivera. Per le strade spagnole si verificò violenza aperta. La CEDA di Gil Robles continuò ad imitare le azioni del partito nazista tedesco ed organizzò una manifestazione nel marzo 1934. Gil Robles utilizzò una legge anti-sciopero per ridurre e sciogliere, uno alla volta, i sindacati. Gli sforzi per sottrarre gli enti locali al controllo socialista richiesero uno sciopero generale, brutalmente soffocato, con l'arresto di quattro deputati ed altre significative violazioni degli articoli 55 e 56 della Costituzione.
Il 26 settembre 1934, la CEDA annunciò che non avrebbe più sostenuto il governo di minoranza del Partito Repubblicano Radicale; esso venne sostituito da un governo PRR che comprendeva tre membri della CEDA. Uno sciopero generale della UGT all'inizio di ottobre 1934 venne rapidamente soppresso in gran parte della Spagna. Il generale Francisco Franco venne posto al comando informale dello sforzo militare contro la rivolta dei minatori delle Asturie del 1934, durante la quale i braccianti in sciopero avevano occupato diversi paesi e il capoluogo di provincia. Circa 30 000 operai vennero chiamati alle armi in dieci giorni. Gli uomini di Franco, alcuni provenienti dall'Armata d'Africa spagnola, agirono orribilmente, uccidendo uomini, donne e bambini ed eseguendo esecuzioni sommarie nel momento in cui riconquistarono le principali città delle Asturie. Nel corso della rivolta vennero uccisi circa 1 000 operai e 250 soldati governativi, il che segnò la fine effettiva della repubblica. Seguirono mesi di rappresaglia e di repressione da entrambe le parti e venne usata la tortura sui prigionieri politici. Divennero frequenti nelle strade bombardamenti, sparatorie, omicidi politici e religiosi. I partiti politici crearono le loro milizie armate. Ancora una volta Gil Robles richiese le dimissioni del governo e la trattativa condusse ad assegnare alla CEDA cinque ministeri del governo Lerroux. L'esercito venne epurato dei membri repubblicani e riformato. I fedelissimi di Gil Robles vennero promossi e Franco venne nominato capo di stato maggiore.
Le elezioni del febbraio 1936 vennero vinte da un raggruppamento di partiti di sinistra, il Fronte Popolare, che sconfisse il gruppo nazionalista con meno dell'1% dei voti. I nazionalisti iniziarono a cospirare su come rovesciare la repubblica, piuttosto che prenderne il controllo. Il governo era debole e Manuel Azaña guidava un governo di minoranza. La pacificazione e la riconciliazione sarebbero state un compito enorme, se non impossibile. Gli atti di violenza e le rappresaglie crescevano esponenzialmente. Nel mese di aprile del 1936, il parlamento sostituì il presidente Zamora con Azaña. Tuttavia, Azaña era sempre più isolato dalla politica di tutti i giorni e il suo sostituto, Casares Quiroga, era debole. Questo fu un evento spartiacque che ispirò la destra a rinunciare alla politica parlamentare. La CEDA rivolse la sua campagna verso il cospiratore dell'esercito Emilio Mola. Il monarchico José Calvo Sotelo sostituì il portavoce della CEDA, Gil Robles, come leader della destra in Parlamento.
Ma il 16 giugno 1936 in Parlamento Quiroga minacciò il leader della destra monarchica, José Calvo Sotelo, affermando che "la violenza contro il capo del partito monarchico non sarebbe stata da considerarsi un crimine", minaccia che causò una vivace replica. Nella notte tra il 12 luglio e 13 luglio 1936 Sotelo venne rapito ed assassinato da militanti socialisti. L'evento, che generò sgomento in tutta la Spagna, fu la causa scatenante dell'insurrezione nazionalista, guidata da quattro generali, contro il governo filo-marxista del Fronte popolare; insurrezione che sarebbe sfociata nella guerra civile spagnola. Indalecio Prieto fece del suo meglio per evitare la rivoluzione, promuovendo una serie di opere pubbliche e riforme di ordine civile, comprese le parti della guardia militare e civile. I comunisti presero rapidamente le redini delle organizzazioni socialiste, spaventando le classi medie. Diversi generali, che disprezzavano i politici di professione, ritenevano che il governo avrebbe dovuto essere sostituito.

### I preparativi
Il governo repubblicano cercò di rimuovere i generali sospetti, così Franco venne rimosso dalla funzione di capo di stato maggiore e trasferito al comando delle isole Canarie. Goded venne rimosso dalla funzione di Ispettore generale e divenne generale delle Isole Baleari. Emilio Mola venne spostato dalla guida dell'Armata d'Africa per diventare comandante militare di Pamplona in Navarra, ma ciò gli permise di dirigere la rivolta dalla terraferma, anche se il rapporto tra lui e i leader carlisti era problematico. Il generale José Sanjurjo divenne la figura di spicco dell'operazione e contribuì a raggiungere un accordo con i carlisti. Mola era il capo pianificatore e secondo in comando. José Antonio Primo de Rivera venne arrestato a metà marzo, al fine di limitare l'azione della Falange. Tuttavia, la condotta del governo non fu così mirata ed incisiva come avrebbe dovuto essere: gli avvertimenti da parte del direttore della sicurezza e di altre funzionari di alto livello non vennero presi nella giusta considerazione.
Il 12 giugno 1936, il primo ministro Casares Quiroga incontrò il generale Juan Yagüe, che era stato accusato di essere la mente del complotto crescente in Nord Africa, ma Yagüe, mentendo, riuscì a convincere Casares della sua fedeltà alla repubblica. Mola tenne un incontro tra i comandanti di guarnigione nel nord della Spagna il 15 giugno e le autorità locali, in audizione della riunione, lo circondarono con la Guardia Civil. Tuttavia, Casares ordinò la loro rimozione e affermò che di Mola si fidava. Mola iniziò in primavera una seria pianificazione, ma il generale Francisco Franco esitò fino all'inizio del luglio 1936, ispirando altri pianificatori a riferirsi a lui come "Miss Isole Canarie 1936". Franco era un giocatore chiave a causa del suo prestigio come ex direttore dell'accademia militare e come l'uomo che aveva soppresso la rivolta socialista del 1934. Era inoltre ben rispettato dall'Armata spagnola in Marocco, la più forte forza militare del tempo. Egli scrisse una lettera criptica a Casares, il 23 giugno 1936, suggerendo che le forze armate erano sleali, ma potevano essere trattenute se fosse stato messo in carica. Casares non fece nulla, non riuscendo ad arrestare o tacitare Franco, anche se metterlo al comando generale era impossibile. A Franco, nel nuovo regime, venne assegnato il controllo del Marocco e venne messo da parte. Il 5 luglio 1936 venne noleggiato un aereo, che condusse il generale Franco dalle Canarie al Marocco, il 14 luglio 1936.

### L'omicidio di Calvo Sotelo
Il 12 luglio 1936, a Madrid, un membro della Falange, Jorge Bardina, assassinò il tenente José Castillo, membro delle forze di polizia delle Guardie d'Assalto. Castillo era anche un membro del Partito Socialista. Il giorno successivo, i membri delle guardie d'assalto arrestarono il deputato José Calvo Sotelo, un leader monarchico spagnolo ed importante parlamentare conservatore: l'obiettivo originale era, in realtà, Gil Robles, ma la sua residenza non poté essere individuata. Calvo Sotelo aveva protestato contro le riforme agricole, gli espropri e le restrizioni imposte all'autorità della Chiesa cattolica, che considerava "bolsceviche" ed "anarchiche". Sostenne invece la creazione di uno stato corporativo. Le guardie fucilarono Calvo Sotelo senza alcun processo.
La fucilazione di Sotelo, membro di spicco del Parlamento, e il coinvolgimento della polizia suscitarono sospetti e forti reazioni tra gli oppositori di destra del governo. Seguirono massicce rappresaglie. Anche se i generali nazionalisti conservatori erano già in fase avanzata per attuare una rivolta pianificata, l'evento fornì un catalizzatore e una comoda giustificazione pubblica per il loro colpo di Stato, ed in particolare, che la Spagna avrebbe dovuto essere salvata dall'anarchia con mezzi militari e non democratici. I socialisti e i comunisti, guidati da Prieto, chiesero di distribuire le armi alla gente prima che i militari prendessero il sopravvento, ma il primo ministro era esitante.
L'aereo di Franco atterrò a Gran Canaria il 14 luglio 1936, ma, poiché era di stanza a Tenerife, non avrebbe prendere l'aereo senza la morte del generale Amado Balmes, comandante militare a Gran Canaria, che venne ucciso in un incidente di pratica al bersaglio il 16 luglio 1936. Non fu mai chiarito se la sua morte fosse stata un incidente, un suicidio o un omicidio. Secondo quanto riferito, Balmes si sparò accidentalmente allo stomaco e morì poco dopo. Ci furono teorie del complotto secondo cui venne assassinato, ma avrebbe avuto abbastanza tempo per denunciare i suoi assassini se fossero esistiti e l'ufficiale che certificò che si era trattato di un incidente non era un cospiratore e rimase fedele alla Repubblica durante la guerra civile. Prima di partire per il Marocco spagnolo, Franco s'incontrò con il console italiano di Las Palmas, Ruggero Martini Marchi.

### L’Alzamiento
Area sotto controllo nazionalista
     Area sotto controllo repubblicano

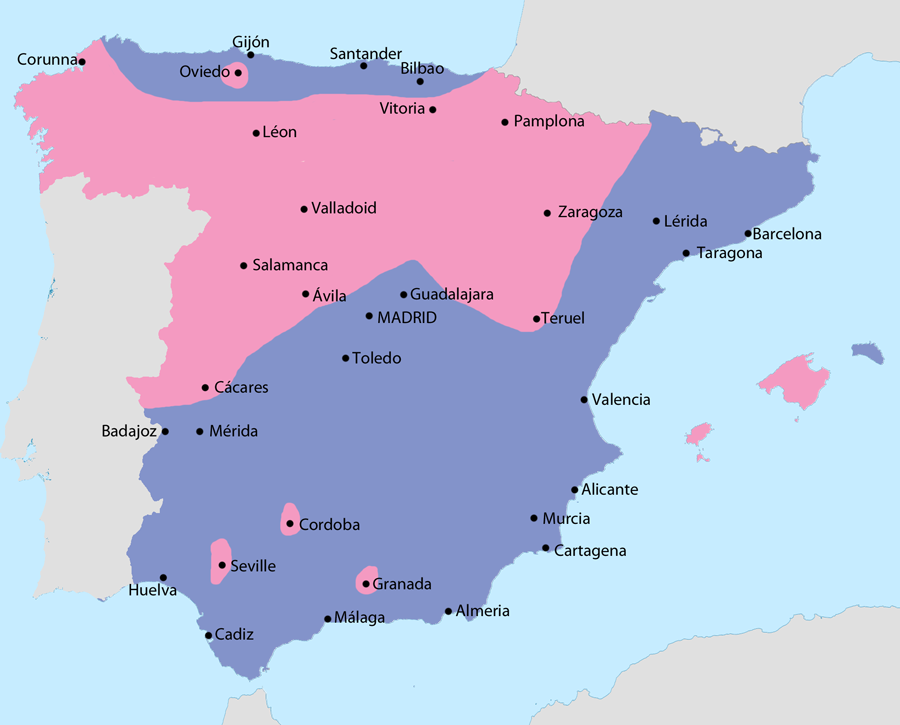
Mappa che mostra la Spagna nel luglio 1936, ad eccezione del Marocco spagnolo e delle Isole Canarie:
Area sotto controllo nazionalista
Area sotto controllo repubblicano

La sincronizzazione della rivolta venne fissata al 17 luglio 1936, alle ore 17.00; ciò venne concordato con il leader dei carlisti, Manuel Fal Conde. Tuttavia, la tempistica venne modificata: gli uomini nel Marocco spagnolo dovevano ribellarsi alle 5:00, mentre quelli di stanza in Spagna avrebbero iniziato esattamente il giorno dopo; quindi, dopo aver avuto il controllo del Marocco spagnolo, le truppe potevano essere inviate nella penisola iberica in concomitanza con l'inizio dell'insurrezione nel continente. La ribellione avrebbe dovuto essere un rapido colpo di Stato, ma il governo fu in grado di mantenere il controllo della maggior parte del paese.
Il controllo ribelle nel Marocco spagnolo era quasi certo. L'Armata d'Africa, composta da 30 000 uomini, era l'élite professionale dell'esercito spagnolo. Molti dei suoi soldati agirono come mercenari, mentre la stragrande maggioranza degli ufficiali appoggiò la causa dei ribelli. I regulares, soldati reclutati dalla popolazione locale, erano prevalentemente musulmani e quindi gli venne riferito, strumentalmente, che la repubblica voleva "abolire Allah". Il piano venne scoperto in Marocco il 17 luglio, il che spinse adattuarlo immediatamente. All'ora prevista, il Marocco spagnolo era già stato messo al sicuro, poiché i legionari si trasferivano nelle aree della classe operaia e sparavano ai sindacalisti. Il comandante dell'esercito nel Marocco orientale, il generale Manuel Romerales, ed altri alti ufficiali fedeli alla Repubblica vennero giustiziati. Venne incontrata poca resistenza; in totale, vennero uccise dai ribelli 189 persone. Goded e Franco presero immediatamente il controllo delle isole a cui erano stati assegnati. Avvertendo che fosse imminente un colpo di Stato, i militanti di sinistra barricarono le strade, ma Franco evitò la cattura prendendo un rimorchiatore per recarsi all'aeroporto.
Il 18 luglio, Casares Quiroga rifiutò un'offerta di aiuto da parte della Confederación Nacional del Trabajo (CNT) e dell'Unión General de Trabajadores (UGT), affermando che solo il Marocco spagnolo si era unito ai ribelli e che la popolazione avrebbe dovuto fidarsi dei metodi legali per affrontare la rivolta. La distribuzione di armi sarebbe stata illegale. La CNT e l'UGT proclamarono uno sciopero generale, in effetti una mobilitazione. Essi aprirono i nascondigli di armi, alcuni sepolti fin dai moti del 1934. Le forze paramilitari, meglio addestrate dell'esercito, spesso aspettavano di vedere l'esito delle azioni della milizia prima di aderire o di sopprimere la ribellione. L'azione rapida, sia da parte dei ribelli che delle milizie anarchiche, era spesso sufficiente per decidere il destino di una città.
Il generale Queipo de Llano riuscì a garantire Siviglia ai ribelli, arrestando un certo numero di altri ufficiali.
Gli epicentri della rivolta nazionalista furono così la Navarra con El Requetés, cioè la milizia carlista, all'estremo nord, e i territori del Marocco spagnolo, con Cadice, Granada e Siviglia, all'estremo sud. Il generale José Sanjurjo morì in un incidente aereo l'indomani dell'Alzamiento e così i capi della sollevazione armata furono i generali Francisco Franco, Emilio Mola, Gonzalo Queipo de Llano e José Enrique Varela, i noti e cosiddetti "cuatro generales". Francisco Franco, al comando delle truppe ammutinate di stanza in Africa e dei legionari del Tercio de extranjeros, prese la guida delle forze nazionaliste del sud della Spagna, mentre il generale Emilio Mola delle forze del Nord.

### La reazione repubblicana
Il 19 luglio Santiago Casares Quiroga si dimise da capo del governo repubblicano. Diego Martínez Barrio cercò di formare un nuovo governo, ma non riuscì ad ottenere un sostegno parlamentare sufficientemente ampio, per cui a questo punto venne incaricato il repubblicano José Giral, che ordinò la distribuzione di armi tra la popolazione civile. Questo facilitò la sconfitta dell'insurrezione dell'esercito nei principali centri industriali, tra cui Madrid, Barcellona, Valencia e altre principali città del Mediterraneo, ma consentì agli anarchici di armarsi e di prendere il controllo di Barcellona e di ampie fasce dell'Aragona e della Catalogna.
Nonostante la spietatezza e la determinazione dei sostenitori del colpo di Stato, i ribelli fallirono nel conquistare ognuna delle grandi città, ad eccezione di Siviglia, che fornì un punto di approdo per le truppe africane di Franco. Le aree principalmente conservatrici e cattoliche della Vecchia Castiglia e di León caddero rapidamente, mentre a Pamplona celebrarono la rivolta come se fosse una festa. Il governo mantenne il controllo di Malaga, Jaén e Almería. Cadice venne conquistata dai ribelli con l'aiuto delle prime truppe dell'Armata d'Africa. A Madrid i governativi vennero circondati nella caserma de la Montaña; la caserma cadde il giorno dopo, con grande spargimento di sangue. A Barcellona, il governo ufficiale perse il controllo della sicurezza, dei servizi essenziali e di assistenza sociale. Tuttavia, gli anarchici si trattennero dal richiedere troppo potere politico, consapevoli che tale richiesta avrebbe potuto avere conseguenze ancora più gravi. Il generale Goded si arrese a Barcellona e venne poi condannato a morte, nonostante avesse trasmesso alla radio un messaggio che spiegava la sua prigionia, su richiesta delle autorità. Il 20 luglio, i repubblicani iniziarono l'Assedio dell'Alcázar di Toledo.
Con la disgregazioni dell'autorità statale e la mancanza di controllo politico, il governo repubblicano non riuscì a mantenere l'ordine nelle zone rimaste sotto il suo controllo, e nell'estate del 1936 si assistette ad una violenta reazione anti-clericale tra alcuni militanti repubblicani (soprattutto anarchici) che sfociò in eccidi nei confronti del clero, che rappresentava una delle istituzioni che per secoli aveva collaborato con soprusi a reprimere le spinte di giustizia sociale in Spagna. Così tra il 18 e il 31 luglio 1936 furono uccisi 861 sacerdoti, e nel mese di agosto del 1936 ne sarebbero stati uccisi altri 2 077, compresi i vescovi di Sigüenza (Eustaquio Nieto y Martín), Barcellona (Manuel Irurita y Almándoz), Lleida (Salvi Huix i Miralpeix), Cuenca (Cruz Laplana y Laguna), Barbastro (Florentino Asensio Barroso), Segorbe (Miguel de los Santos Serra y Sucarrats), Jaén (Manuel Basulto y Jiménez), Teruel (Anselmo Polanco Fontecha), Tarragona (Manuel Borras y Ferré), Ciudad Real (Narciso de Esténaga y Echevarría), Almería (Diego Ventaja Milán) e Guadix (Manuel Medina y Olmos).

#### Lo sfaldamento delle forze armate repubblicane
Area sotto il controllo repubblicano
     Area sotto il controllo nazionalista

Mappa mostrante la Spagna nel novembre 1936, tre mesi dopo l'Alzamiento:
Area sotto il controllo repubblicano
Area sotto il controllo nazionalista

Nel frattempo, l'Armata d'Africa passò lo stretto di Gibilterra, utilizzando aerei da trasporto Junkers Ju 52, forniti dalla Germania nazista, senza alcuna interferenza dell'aeronautica lealista, a causa della confusione e della mancanza di decisione della parte repubblicana spagnola. Il massiccio ponte aereo delle truppe dal Marocco spagnolo fu il primo combattimento di trasporto aereo a lungo raggio del mondo e permise alle truppe di Franco d'incontrare le forze del generale Queipo de Llano a Siviglia. Il loro movimento rapido permise loro d'incontrare l'Armata del Nord del generale Mola e di proteggere la maggior parte del nord e del nord-ovest della Spagna, così come l'Andalusia centrale ed occidentale. Il governo repubblicano finì per controllare quasi tutta la costa spagnola orientale e l'area centrale intorno a Madrid, così come le Asturie, la Cantabria e parte dei Paesi Baschi a nord. Mola volle creare un senso di paura all'interno delle aree controllate dai nazionalisti. Ci fu un'enorme purga di massoni e di una vasta parte della sinistra, tra cui alcuni socialisti moderati.
Il risultato del colpo di Stato fu una polarizzazione della Spagna. Seguendo gli ordini del generale Mola d'instillare la paura nei potenziali ranghi repubblicani attraverso esecuzioni sistematiche nelle città catturate, divampò nelle aree lealiste da folle eccitate un atto di vendetta spontanea sotto forma di omicidi casuali di presunti fascisti, conservatori e nazionalisti.
I nazionalisti, che controllavano una superficie della nazione abitata da 11 dei 25 milioni di persone, formarono un governo, la Giunta di difesa nazionale, presieduta da Miguel Cabanellas Ferrer, che si riunì per la prima volta a Burgos il 24 luglio. In agosto entrò a farne parte Francisco Franco.
I ribelli ottennero anche il sostegno di circa la metà dell'esercito territoriale, circa 60 000 uomini. Nelle unità repubblicane, tuttavia, ben il 90% degli ufficiali si ribellò, disertò o semplicemente scomparve e la loro fedeltà alla Repubblica venne messa in dubbio, mentre qualcuno passò nei ranghi nazionalisti. Ciò ridusse considerevolmente la catena di comando delle unità, dato che doveva essere modellata una nuova struttura, problema che nelle unità nazionaliste non si verificò. L'Armata d'Africa, comunque, era completamente sotto il controllo nazionalista, composta di 30 000 uomini considerati la forza di combattimento più preparata della nazione. I ribelli vennero raggiunti da altri 30 000 membri delle forze di polizia militare, dalle guardie d'assalto, dalle guardie civili, e dai carabinieri. 50 000 membri di quest'ultima arma rimasero fedeli al governo. Di 500 000 fucili, circa 200 000 vennero trattenuti dal governo e 65 000 vennero rilasciati alla popolazione di Madrid nei giorni successivi alla rivolta. Solo 7 000 di questi erano utilizzabili e circa 70 000 vennero persi dopo i primi progressi nazionalisti avvenuti nel corso della guerra. I repubblicani controllavano circa un terzo delle mitragliatrici pesanti e leggere; dei 1 007 pezzi di artiglieria, solo 387 erano in mani repubblicane. L'esercito spagnolo aveva, prima del colpo di Stato, solo 18 carri armati moderni, mentre i repubblicani ne potevano schierare solo 10.
In termini di numeri, il Bando nacional prese il controllo di 17 navi da guerra, lasciandone ai repubblicani 27. Tuttavia, le due più moderne, entrambi incrociatori della classe Canarias, erano in mano ai nazionalisti, anche se non erano pronte per il servizio quando scoppiò la guerra. La loro recente costruzione e dimensione compensò la differenza di numeri tra franchisti e repubblicani. La marina militare repubblicana soffrì degli stessi problemi dell'esercito repubblicano: molti ufficiali disertarono o vennero uccisi dopo aver tentato di farlo. A causa delle preoccupazioni di un ufficiale repubblicano che tale colpo di Stato fosse imminente, i due terzi della capacità aerea vennero mantenuti dal governo. Tuttavia, tutti i servizi logistici e che ruotavano attorno al servizio aereo erano obsoleti e vulnerabili, sia per quanto riguarda le problematiche di volo che per quelli meccanici.
Dopo meno di due settimane, il golpe, oltre che una guerra civile, era già un conflitto internazionale: il 31 luglio giunsero i primi aiuti da parte delle potenze straniere, Italia e Germania, per i nazionalisti, mentre per i repubblicani non giunse alcun sostegno fattivo da parte delle potenze democratiche, se non qualche velivolo disarmato che la Francia del socialista Léon Blum riuscì a inviare in Spagna prima che la politica del non intervento mettesse la Repubblica con le spalle al muro, impedendole di approvvigionarsi di armi sul mercato internazionale. La prima nave sovietica carica di armi - il Komsomol - attraccò a Cartagena solo il 15 ottobre 1936.